# Prožinska vas
Prožinska vas is een plaats in Slovenië en maakt deel uit van de gemeente Štore in de NUTS-3-regio Podravska. De plaats telde 521 inwoners op 1 januari 2020.